# Pierre Giraud
Pierre Giraud (ur. 11 sierpnia 1791 w  Montferrand  – zm. 17 kwietnia 1850 w Cambrai) – francuski duchowny katolicki, kardynał, arcybiskup Cambrai.

## Życiorys
Święcenia kapłańskie przyjął 23 września 1815. 5 lipca 1830 został wybrany biskupem Rodez. 30 listopada 1830 przyjął sakrę z rąk arcybiskupa Luigi Emmanuele Nicolo Lambruschiniego (współkonsekratorami byli biskupi: Jacques Du Pont i Pierre Cottret). 24 stycznia 1842 przeszedł na stolicę metropolitalną Cambrai, na której pozostał już do śmierci. 11 czerwca 1847 Pius IX wyniósł go do godności kardynalskiej z tytułem prezbitera Santa Maria della Pace. 